# Forschungen zur Brandenburgischen und Preußischen Geschichte
La Forschungen zur Brandenburgischen und Preußischen Geschichte (FBPG) est une revue historique publiée deux fois par an par les historiens Wolfgang Neugebauer de Berlin et Frank-Lothar Kroll de Chemnitz pour le compte de la Commission historique prussienne et des Archives d'État secrètes du patrimoine culturel prussien (de) .
L'accent est mis sur la recherche sur l'histoire du Brandebourg et de la Prusse . Des rapports de conférences et de recherches, des recueils et des revues sont publiés en allemand.

## Histoire
La revue est fondée par l'historien Johannes Kunisch et est à nouveau publiée depuis 1991 par l'éditeur Duncker & Humblot à Berlin, après avoir été interrompue en 1944 (première édition 1888). Au début, la revue est également publiée par Duncker & Humblot à Leipzig, puis de 1923 à 1933 par les R. Oldenbourg Verlag (de) à Munich/Berlin et de 1934 à 1944 par l'Association d'histoire de la Marche de Brandebourg à Berlin-Dahlem. De plus, des suppléments sont publiés depuis 1992.